# Niclas Ekberg
Niclas Ekberg (Ystad, 23 december 1988) is een Zweedse handballer die speelt als de rechterhoek voor THW Kiel en het Zweedse nationale team. Van 2010 tot 2012 speelde hij tevens voor de Deense club AG København. In 2013 kreeg hij een contract tot 2015 bij de Duitse club THW Kiel waarmee hij in 2013 de DHB Cup won.

## Prijzen
Met AG København
| Nationaal           |    |            |
| Deens Landskampioen | 2x | 2011, 2012 |

Met THW Kiel
| Nationaal           |    |      |
| Duits Landskampioen | 1x | 2013 |
| DHB Pokal           | 1x | 2013 |

Met Zweden
| Mondiaal          |    |        |
| Olympische Spelen | 1x | (2012) |